# Ioana de Flandra

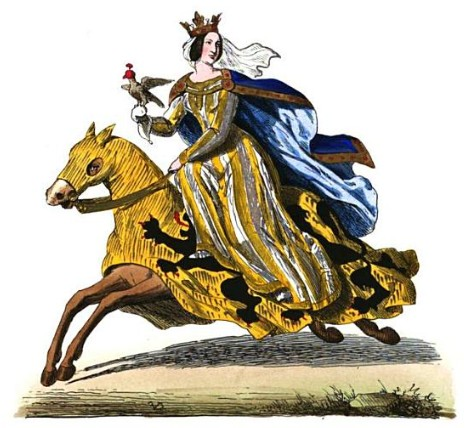
Ioana contesă de Flandra

Ioana de Flandra, numită și Ioana de Constantinopol (n. 1194 – d. 5 decembrie 1244) a fost contesă de Flandra și de Hainaut.
Ioana a fost fiica mai mare a contelui Balduin al IX-lea de Flandra, care era și conte de Hainaut sub numele de Balduin al VI-lea. Mama ei a fost Marie de Champagne.

## Istoria
În anul 1202, tatăl său a plecat în Cruciada a patra, iar Marie s-a deplasat și ea în Țara Sfântă doi ani mai târziu, lăsând pe Ioana și pe sora ei mai mică, Margareta în grija unchiului lor, Filip I de Namur.
Mama Ioanei a murit în august 1204, iar Balduin un an mai târziu, lăsând copilul de 5 ani orfan. Filip de Namur a continuat să guverneze ca regent, în numele Ioanei. În curând, el și-a pus nepoatele într-o situație stânjenitoare. Înfrânt într-un conflict cu regele Filip al II-lea al Franței, el a fost nevoit să acorde regelui custodia asupra celor două fete. Pe perioada petrecută în Franța, cele două surori s-au familiarizat cu Ordinul cistercian, probabil sub influența exercitată de Blanche de Castilia, viitoarea regină a Franței.. 
La rândul său, regele Filip al II-lea August a fost de acord să acorde custodia lui Enguerrand de Coucy, care probabil plănuia să se căsătorească cu Ioana de îndată ce aceasta va fi avut vârsta legală. În cele din urmă însă, Ioana s-a căsătorit la Paris cu infantele portughez Ferdinand în ianuarie 1212.
Pe drumul de întoarcere către Flandra, noii căsătoriți au fost capturați de către vărul primar al Ioanei, Ludovic (viitorul Ludovic al VIII-lea al Franței), fiul cel mare al regelui Filip al II-lea August și al primei soții a acestuia, Isabelle de Hainaut, totodată mătușa Ioanei. Scopul urmărit de Ludovic era acela de a achiziționa dota pentru răposata sa mamă, constând într-o mare parte a teritoriului flamand, ce includea Artois, pe care tatăl Ioanei o reluase prin forță după moartea Isabellei de Hainaut.

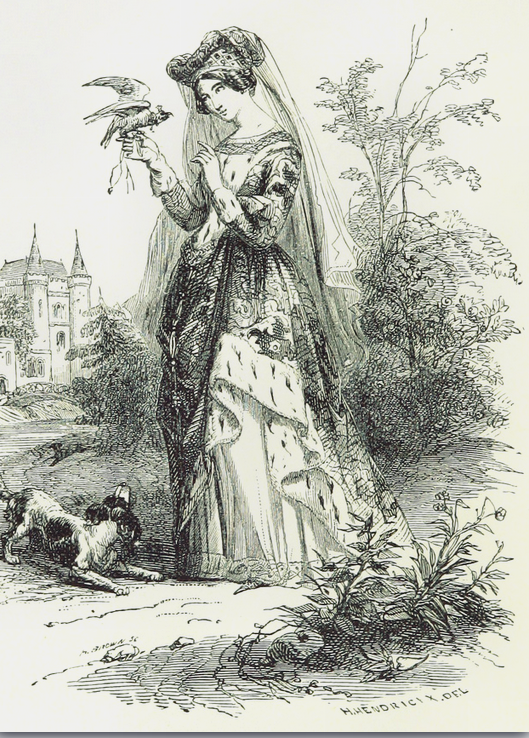
Ioana de Constantinopole

Eliberați după această concesie, Ioana și Ferdinand s-au alăturat imediat vechilor aliați ai tatălui ei Balduin, anume regele Ioan Fără de Țară al Angliei (unchiul ei) și împăratul Otto al IV-lea de Braunschweig, încheind o alianță împotriva Franței. Ei au fost însă înfrânți categoric în bătălia de la Bouvines din iulie 1214, în care Ferdinand a căzut prizonier.
Ferdinand va rămâne captiv în Franța vreme de încă 12 ani, timp în care Ioana a guvernat singură. În toată aceastp perioadă, Ioana a încheiat prin a intra în stare de dușmănie cu sora sa mai tânără Margareta asupra moștenirii acesteia, a chestiune complicată de validitatea discutabilă a celor două căsătorii ale Margaretei. A izbucnit chiar un război între cele două surori, care nu a făcut decât să se adauge dificultăților create de foametea apărută între timp în Flandra și Hainaut.
Ioana a acordat unele scutiri pentru diferite grupări, pentru a încuraja dezvoltarea industriei flamande. Un exemplu este cel al locuitorilor din Kortrijk (Courtrai), care nu mai erau nevoiți să plătească taxa de proprietate pentru a-și promova țesăturile de lână în oraș.
În anul 1225, un bărbat a apărut în Flandra pretinzând că este tatăl Ioanei, Balduin, revenit după 20 de ani. Acesta a devenit imediat motivul unei răscoale populare. Totodată, respectivul personaj a fost felicitat pentru eliberare de către regele Henric al III-lea al Angliei, însă atunci când s-a întâlnit cu regele Ludovic al VIII-lea al Franței, respectivul nu a reușit să răspundă unor întrebări ale regelui. Unii clerici l-au identificat ca fiind un burgund de condiție modestă, pe nume Bertrand de Ray. El a încercat să fugă, a fost capturat de către Ludovic, trimis la curtea Ioanei și executat în 1226.
În 1226, Ioana a semnat un tratat la Melun cu Ludovic al VIII-lea, în virtutea căruia ea urma să plătească 50.000 de livre pentru eliberarea soțului ei. Ferdinand a fost în final eliberat la începutul anului următor de către Blanche of Castilia, al cărei fiu, Ludovic al IX-lea tocmai urcase pe tron.

## Căsătorii
În 1212, Ioana s-a căsătorit cu infantele Ferdinand, iar apoi, în 1237 cu Toma al II-lea de Savoia, însă nu a avut copii de pe urma niciunuia dintre soți.

## Viața religioasă
Contesa Ioana a promovat și a instaurat mai multe mănăstiri, abații în regiunea Flandrei. De asemenea, ea a sprijinit spitalele și coloniile de leproși.